# Marko Biskupovic
Marko Andrés Biskupović Venturino (Santiago, 30 de junho de 1989) é um futebolista chileno que joga como zagueiro na Universidad Católica.

## Carreira
Desde pequeno sempre se mostrou muito apaixonado pelo futebol. Deu seus primeiros passos no seu colégio British Royal School. Sempre se destacou entre seus amigos, isso o levou a pedir aos seus familiares que o levassem para o seu time de coração, a Universidad Católica, em 2007.
Em meados de 2007, foi convocado para a Seleção Chilena Sub-18, posteriormente foi chamado por Marcelo Bielsa para trabalhar como sparring com a Seleção Chilena.
Na temporada 2009, subiu para o time profissional, e um ano depois foi emprestado ao Deportes Puerto Montt.
Voltou em 2011, virou titular devido as lesões dos companheiros de zaga. Jogou várias vezes como titular e ganhou a confiança de Mario Lepe. Ainda em 2011 foi campeão da Copa Chile, seu primeiro título como profissional.
Em 2012, após alguns resultados negativos e a imprensa e alguns torcedores pedirem a demissão de Mario Lepe, Biskupovic disse que o time está com o treinador.

## Estatísticas
Até 26 de fevereiro de 2012.

### Clubes
| Clube                 | Temporada         | Campeonato nacional | Campeonato nacional | Copa nacional[a] | Copa nacional[a] | Competições continentais[b] | Competições continentais[b] | Outros torneios[c] | Outros torneios[c] | Total | Total |
| Clube                 | Temporada         | Jogos               | Gols                | Jogos            | Gols             | Jogos                       | Gols                        | Jogos              | Gols               | Jogos | Gols  |
| --------------------- | ----------------- | ------------------- | ------------------- | ---------------- | ---------------- | --------------------------- | --------------------------- | ------------------ | ------------------ | ----- | ----- |
| Universidad Católica  | 2009              | 0                   | 0                   | 0                | 0                | —                           | —                           | —                  | —                  | 0     | 0     |
| Universidad Católica  | 2010              | 0                   | 0                   | 0                | 0                | 0                           | 0                           | —                  | —                  | 0     | 0     |
| Universidad Católica  | Total             | 0                   | 0                   | 0                | 0                | 0                           | 0                           | —                  | —                  | 0     | 0     |
| Deportes Puerto Montt | 2010              | 0                   | 0                   | 0                | 0                | —                           | —                           | —                  | —                  | 0     | 0     |
| Deportes Puerto Montt | Total             | 0                   | 0                   | 0                | 0                | —                           | —                           | —                  | —                  | 0     | 0     |
| Universidad Católica  | 2011              | 0                   | 0                   | 0                | 0                | 0                           | 0                           | —                  | —                  | 0     | 0     |
| Universidad Católica  | 2012              | 0                   | 0                   | 0                | 0                | 0                           | 0                           | —                  | —                  | 0     | 0     |
| Universidad Católica  | Total             | 0                   | 0                   | 0                | 0                | 0                           | 0                           | —                  | —                  | 0     | 0     |
| Total na carreira     | Total na carreira | 0                   | 0                   | 0                | 0                | 0                           | 0                           | 0                  | 0                  | 0     | 0     |

- a. ^ Jogos da Copa Chile
- b. ^ Jogos da Copa Libertadores e Copa Sul-Americana
- c. ^ Jogos do Jogo amistoso

## Títulos
Universidad Católica
- Copa Chile: 2011
- Copa Ciudad de Temuco: 2012